# Коттеджвілл (Південна Кароліна)
Коттеджвілл (англ. Cottageville) — місто (англ. town) в США, в окрузі Коллтон штату Південна Кароліна. Населення — 701 особа (2020).

## Географія
Коттеджвілл розташований за координатами 32°56′10″ пн. ш. 80°28′49″ зх. д. / 32.93611° пн. ш. 80.48028° зх. д. (32.936197, -80.480316).  За даними Бюро перепису населення США в 2010 році місто мало площу 8,85 км², уся площа — суходіл.

## Демографія
Згідно з переписом 2010 року, у місті мешкали 762 особи в 313 домогосподарствах у складі 218 родин. Густота населення становила 86 осіб/км².  Було 363 помешкання (41/км²).
Расовий склад населення:
| - 89,2 % — білих - 7,3 % — чорних або афроамериканців - 1,4 % — корінних американців - 0,5 % — азіатів |

До двох чи більше рас належало 1,4 %. Частка іспаномовних становила 2,1 % від усіх жителів.
За віковим діапазоном населення розподілялося таким чином: 21,4 % — особи молодші 18 років, 63,6 % — особи у віці 18—64 років, 15,0 % — особи у віці 65 років та старші. Медіана віку мешканця становила 43,3 року. На 100 осіб жіночої статі у місті припадало 90,5 чоловіків;  на 100 жінок у віці від 18 років та старших — 90,8 чоловіків також старших 18 років.
Середній дохід на одне домашнє господарство  становив 50 691 долар США (медіана — 43 125), а середній дохід на одну сім'ю — 55 917 доларів (медіана — 47 143). Медіана доходів становила 37 857 доларів для чоловіків та 28 750 доларів для жінок. За межею бідності перебувало 8,3 % осіб, у тому числі 9,3 % дітей у віці до 18 років та 8,3 % осіб у віці 65 років та старших.
Цивільне працевлаштоване населення становило 391 особа. Основні галузі зайнятості: освіта, охорона здоров'я та соціальна допомога — 20,5 %, мистецтво, розваги та відпочинок — 15,6 %, роздрібна торгівля — 14,3 %.